# Фейетт (округ, Кентукки)
Фейе́тт (англ. Fayette County) — округ в штате Кентукки, США. Официально образован в 1780 году. По состоянию на 2010 год, численность населения составляла 308 428 человека.

## География
По данным Бюро переписи США, общая площадь округа равняется 739,498 км2, из которых 736,908 км2 суша и 2,590 км2 или 0,350 % это водоёмы.

## Население
По данным переписи населения 2000 года в округе проживает 260 512 жителей в составе 108 288 домашних хозяйств и 62 915 семей. Плотность населения составляет 354,00 человек на км2. На территории округа насчитывается 116 167 жилых строений, при плотности застройки около 158-ти строений на км2. Расовый состав населения: белые — 81,04 %, афроамериканцы — 13,48 %, коренные американцы (индейцы) — 0,19 %, азиаты — 2,46 %, гавайцы — 0,03 %, представители других рас — 1,21 %, представители двух или более рас — 1,58 %. Испаноязычные составляли 3,29 % населения независимо от расы.
В составе 27,30 % из общего числа домашних хозяйств проживают дети в возрасте до 18 лет, 43,50 % домашних хозяйств представляют собой супружеские пары проживающие вместе, 11,50 % домашних хозяйств представляют собой одиноких женщин без супруга, 41,90 % домашних хозяйств не имеют отношения к семьям, 31,70 % домашних хозяйств состоят из одного человека, 7,50 % домашних хозяйств состоят из престарелых (65 лет и старше), проживающих в одиночестве. Средний размер домашнего хозяйства составляет 2,29 человека, и средний размер семьи 2,90 человека.
Возрастной состав округа: 21,30 % моложе 18 лет, 14,60 % от 18 до 24, 33,20 % от 25 до 44, 20,90 % от 45 до 64 и 20,90 % от 65 и старше. Средний возраст жителя округа 33 лет. На каждые 100 женщин приходится 96,50 мужчин. На каждые 100 женщин старше 18 лет приходится 94,30 мужчин.
Средний доход на домохозяйство в округе составлял 39 813 USD, на семью — 53 264 USD. Среднестатистический заработок мужчины был 36 166 USD против 26 964 USD для женщины. Доход на душу населения составлял 23 109 USD. Около 8,20 % семей и 12,90 % общего населения находились ниже черты бедности, в том числе — 14,30 % молодёжи (тех, кому ещё не исполнилось 18 лет) и 8,60 % тех, кому было уже больше 65 лет.